# Lycomorphoides simulans
Lycomorphoides simulans is een keversoort uit de familie boktorren (Cerambycidae). De wetenschappelijke naam van de soort is voor het eerst geldig gepubliceerd in 1970 door Linsley.